# Komisja śledcza do zbadania okoliczności porwania i zabójstwa Krzysztofa Olewnika
Komisja śledcza do zbadania okoliczności porwania i zabójstwa Krzysztofa Olewnika – komisja śledcza powołana uchwałą Sejmu VI kadencji z 13 lutego 2009 do zbadania okoliczności porwania i zabójstwa Krzysztofa Olewnika oraz nieprawidłowości działania organów wymiaru sprawiedliwości.
Komisja zakończyła prace 17 maja 2011 publikacją raportu – sprawozdania.

## Skład komisji
Dnia 20 lutego 2009 roku Sejm dokonał wyboru członków komisji:
- Marek Biernacki (Platforma Obywatelska) – przewodniczący komisji
- Andrzej Dera (Prawo i Sprawiedliwość) – zastępca przewodniczącego komisji
- Grzegorz Karpiński (Platforma Obywatelska) – członek komisji
- Paweł Olszewski (Platforma Obywatelska) – członek komisji
- Mariusz A. Kamiński (Prawo i Sprawiedliwość) – członek komisji od 20 listopada 2009
- Leszek Aleksandrzak (Lewica) – członek komisji

## Byli członkowie komisji
- Zbigniew Wassermann (Prawo i Sprawiedliwość), zastępca przewodniczącego komisji i członek komisji do 20 listopada 2009
- Edward Wojtas (Polskie Stronnictwo Ludowe) – członek komisji do 10 kwietnia 2010 (zginął w katastrofie polskiego samolotu Tu-154M w Smoleńsku)